# Trịnh Mai
Trịnh Mai (1933 - 2009) là một nam diễn viên sân khấu và điện ảnh Việt Nam. Ông được phong tặng danh hiệu Nghệ sĩ Ưu tú.

## Tiểu sử
Trịnh Mai sinh năm 1933 tại xã Trường Yên, huyện Chương Mỹ, phủ Hà Đông, Bắc Kỳ (nay là xã Trường Yên, huyện Chương Mỹ, thành Hà Nội, Bắc Bộ) trong một nhà phú nông. Từ nhỏ, ông đã tham gia các hoạt động văn nghệ thôn với vai trò diễn xướng. Thời kì tản cư kháng chiến, do có cơ duyên làm rể chủ hiệu giày Trịnh Thái nức danh phố Hàng Bông nên ông càng có điều kiện phát huy năng khiếu.
Thời kì làm công nhân Xí nghiệp Da giày Hà Nội, ông là một trong những nhân vật chủ chốt tại các hội diễn quần chúng. Nhưng phải đến năm 1954, ông mới được vào biên chế Đoàn Kịch Hà Nội.
Thập niên 1980, bộ ngũ Phạm Bằng, Trịnh Mai, Trịnh Thịnh, Dương Quảng, Trần Hạnh là những cây hài đắt khách nhất nhì sân khấu Bắc Bộ. Riêng Trịnh Mai được khán giả ưu ái đặt biệt danh Ông "chát xình chát chát bùm" nhờ một vai trong vở diễn chuyển thể tác phẩm Aziz Nesin. Đến 1990, nhóm 5 người lại lấn sang truyền hình, trở thành gương mặt quen thuộc trong chương trình Văn nghệ Chủ Nhật.

## Vai diễn

### Sân khấu
- Ông quan Trung Hoa... Lam Sơn tụ nghĩa
- Phó may Bút... Bức tranh mùa gặt
- Nông phu... Tiền tuyến gọi
- ?... Ai bắt đền ai
- Ba Lường... Hoa và cỏ
- Ông "chát xình chát chát bùm"... Chát xình chát chát bùm

### Điện ảnh
- Tổng giám đốc... Dịch cười
- Thầy Min Toa... Số đỏ
- Thầy lang... Thầy lang
- Vua tín dụng... Không phải chuyện cười
- Quan khâm sai... Thằng Cuội